# Sliedrecht
Sliedrecht  è un comune olandese di 24 061 abitanti situato nella provincia dell'Olanda Meridionale.